# Campionati europei di ciclismo su pista - Inseguimento individuale femminile

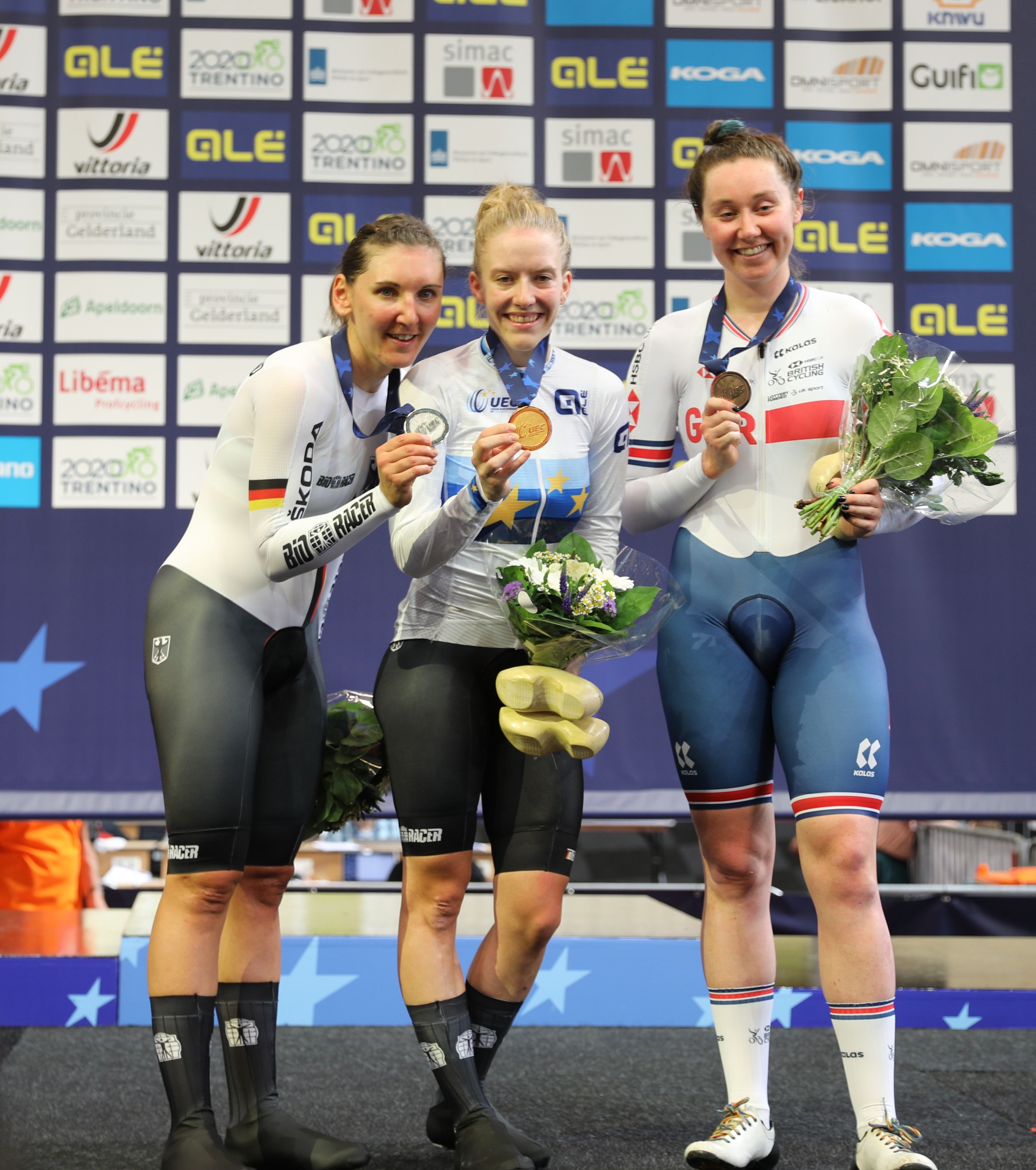
Il podio dell'edizione 2019

L'inseguimento individuale femminile è una delle prove inserite nel programma dei campionati europei di ciclismo su pista. 
Si svolge dall'edizione 2014.

## Albo d'oro
Aggiornato all'edizione 2025.
| Anno | Vincitrice       | Seconda            | Terza              |
| ---- | ---------------- | ------------------ | ------------------ |
| 2014 | Katie Archibald  | Mieke Kröger       | Vilija Sereikaitė  |
| 2015 | Katie Archibald  | Élise Delzenne     | Ciara Horne        |
| 2016 | Katie Archibald  | Justyna Kaczkowska | Anna Turvey        |
| 2017 | Katie Archibald  | Justyna Kaczkowska | Silvia Valsecchi   |
| 2018 | Lisa Brennauer   | Katie Archibald    | Justyna Kaczkowska |
| 2019 | Franziska Brauße | Lisa Brennauer     | Katie Archibald    |
| 2020 | Neah Evans       | Martina Alzini     | Silvia Valsecchi   |
| 2021 | Lisa Brennauer   | Marion Borras      | Mieke Kröger       |
| 2022 | Mieke Kröger     | Lisa Brennauer     | Vittoria Guazzini  |
| 2023 | Franziska Brauße | Josie Knight       | Mieke Kröger       |
| 2024 | Josie Knight     | Franziska Brauße   | Anna Morris        |
| 2025 | Anna Morris      | Vittoria Guazzini  | Mieke Kröger       |

## Medagliere
| Pos.   | Paese         | Oro | Argento | Bronzo | Totale |
| ------ | ------------- | --- | ------- | ------ | ------ |
| 1      | Gran Bretagna | 7   | 2       | 3      | 12     |
| 2      | Germania      | 5   | 4       | 3      | 12     |
| 3      | Italia        | 0   | 2       | 3      | 5      |
| 4      | Polonia       | 0   | 2       | 1      | 3      |
| 5      | Francia       | 0   | 2       | 0      | 2      |
| 6      | Irlanda       | 0   | 0       | 1      | 1      |
| 6      | Lituania      | 0   | 0       | 1      | 1      |
| Totale | Totale        | 12  | 12      | 12     | 36     |

| Pos. | Atleta             | Oro | Argento | Bronzo | Totale |
| ---- | ------------------ | --- | ------- | ------ | ------ |
| 1    | Katie Archibald    | 4   | 1       | 1      | 6      |
| 2    | Lisa Brennauer     | 2   | 2       | 0      | 4      |
| 3    | Franziska Brauße   | 2   | 1       | 0      | 3      |
| 4    | Mieke Kröger       | 1   | 1       | 3      | 5      |
| 5    | Josie Knight       | 1   | 1       | 0      | 2      |
| 6    | Anna Morris        | 1   | 0       | 1      | 2      |
| 7    | Neah Evans         | 1   | 0       | 0      | 1      |
| 8    | Justyna Kaczkowska | 0   | 2       | 1      | 3      |
| 9    | Vittoria Guazzini  | 0   | 1       | 1      | 2      |
| 10   | Élise Delzenne     | 0   | 1       | 0      | 1      |
| 10   | Martina Alzini     | 0   | 1       | 0      | 1      |
| 10   | Marion Borras      | 0   | 1       | 0      | 1      |